# Цакалоф, Атанасиос
Атанасиос Цакалоф (греч. Αθανάσιος Τσακάλωφ; 1790, Янина — 1851, Москва) — один из трёх основателей тайного общества Филики Этерия.

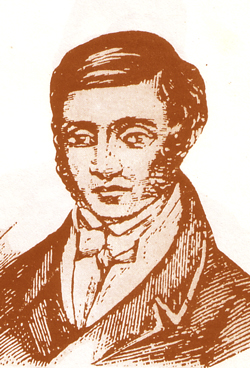
Αθανάσιος Τσακάλωφ

Родился в греческом городе Я́нине (Эпир). Ещё молодым был вынужден покинуть Грецию и уехать к своему отцу, в Россию. Уехал на учёбу в Париж, где участвовал в создании общества Грекоязычная гостиница. Затем переехал в Вену, где встретился с Иоанном Каподистрия, который тогда был министром иностранных дел России. Наконец, он переехал в Москву, где познакомился с Николаосом Скуфасом. Вдвоём Скуфас, Николаос и Цакалоф готовят основы для создания тайного общества Филики Этерия.
В 1814 году Скуфас, Цакалоф и примкнувший к ним Э. Ксантос создали в Одессе тайное общество «Филики Этерию», поставившее своей целью всегреческое и всебалканское восстание.
В июле 1818 года Цакалоф переехал в Одессу, ставшей к тому времени значительным портом, где проживала значительная и организованная греческая община.
Здесь он продолжил методическую организацию общества и посвящение новых членов.
Затем, вместе с Антимосом Газисом, уехал в Константинополь, где продолжил посвящение новых членов общества.
Из Константинополя, в ходе многочисленных поездок в Смирну, греческие области Македонию, Фессалию, Фракию его деятельность была направлена на расширение общества, но при соблюдении конспирации.
Один из первых членов общества, Николаос Галатис своими провокационными действиями создал угрозу раскрытия общества.
Руководство Этерии поручило Цакалофу организовать ликвидацию Галатиса.
Цакалоф, вместе с Димитропулосом, взяли Галатиса с собой в поездку на Пелопоннес в ноябре 1819 года, где у городка Эрмиони Галатис был казнён.
Цакалоф был вынужден бежать и через Мани добрался до итальянского города Пиза, где он и оставался до начала Греческого восстания 1821 года, после начала которого немедленно Цакалоф выехал в придунайские княжества, где начались первые бои.
Здесь он стал адъютантом Александра Ипсиланти, участвовал со «Священным Корпусом» в сражении при Драгашанах. После поражения гетеристов ему удалось вернуться в Грецию и принять участие в освободительной войне.
С окончанием войны и освобождением южных областей Греции Цакалоф представлял оставшийся под османским контролем Эпир на Национальном Собрании 1832 года, город Аргос.
При правлении Иоанна Каподистрия Цакалоф возглавил бухгалтерию армии.
Летом 1832 года Цакалоф покинул Грецию и переехал в Москву, где и прожил до самой смерти в 1851 году.